# Link Access Procedure for Frame Relay
Link Access Procedure for Frame Relay (siglas LAPF) es una parte del protocolo de red utilizado en Frame Relay para controlar el enlace de datos. Existen dos versiones definidas de LAPF: LAPF core y LAPF control. El protocolo LAPF core provee un conjunto mínimo de funciones de control de enlace de datos, y está incluido en todas las implementaciones Frame Relay. El protocolo LAPF control puede ser escogido por el usuario, para ser implementado exclusivamente en los sistemas finales y proveer control de errores y control de flujo.

## Planos de operación
el plano de control (plano-C) tiene que ver con el establecimiento y liberación de conexiones lógicas.
El plano-C para los servicios en modo bearer utiliza un canal lógico separado para la información de control. En la capa de enlace de datos se emplea LAPD (Q.921) para proporcionar un servicio de control de enlace de datos confiable (con control de flujo y control de errores) entre el usuario (TE) y la red (NT) sobre un canal D. Este servicio de enlace de datos es usado para el intercambio de mensajes de señalización de control Q.933.
el plano de usuario (plano-U) responsable de la transferencia de los datos de usuario entre los suscriptores. 
Para la transferencia de información entre usuarios finales se utiliza LAPF (Q.922), que es una versión mejorada de LAPD. En FR sólo se utilizan las funciones LAPF núcleo (LAPF core) para realizar las tareas de:
- Delimitación, alineación y transparencia de tramas
- Multiplexación y demultiplexación de tramas utilizando el campo Address
- Inspección de la trama para asegurar si la misma consta de un número entero de octetos antes de la inserción de zero bit o luego de la extracción de zero bit
- Detección de errores de transmisión
- Funciones de control de congestión

Las funciones LAPF núcleo en el plano-U conforman una subcapa de la capa de enlace de datos. Proveen el servicio de transferencia de tramas desde un suscriptor a otro, sin control de errores ni control de flujo. Además, el usuario puede optar por la inclusión de funciones adicionales de enlace de datos (equivalentes a funciones entremo-a-extremo de la capa de red) las cuales no son parte del servicio FR.
En consecuencia, los protocolos del plano-C se aplican entre un suscriptor y la red, en tanto que los protocolos del plano-U proveen funcionalidad extremo-a-extremo.
Empleando las funciones núcleo, la red ofrece un servicio de conmutación de tramas orientado a conexión que opera en la de capa de enlace con las siguientes propiedades:
- Preservación del orden de transferencia de tramas desde un extremo a otro de la red.
- Baja probabilidad de pérdida de tramas.